# Quelli che non saluti
Quelli che non saluti è un singolo del gruppo musicale italiano Ridillo, pubblicato il 16 maggio 2025 sulle piattaforme digitali.
Composto da Bengi e M. Bacchieri Cortesi, anticipa l'album Poesie orecchiabili. Con la partecipazione del rapper Hura Hara, il brano è basato anche sulla poesia di Salvatore Quasimodo Ed è subito sera.

## Tracce
1. Quelli che non saluti – 3:38